# 京基100
京基100（けいきひゃく）は、中華人民共和国広東省深圳市の中心部に建つ超高層ビル。

## 概要
京基100は京基集団が深圳市羅湖区蔡屋囲に建設した軒高441.8m、地上98階のビルで、商業テナントも入る。2007年に着工し、2011年竣工。2019年現在、深圳で2番目に高いビルである。
セントレジスホテルがメイン棟の75階から98階を占めており、2011年9月に開業した。
　地下鉄大劇院駅から地下道が直結している。展望台は無く、一般客にとってはショッピングモールやモール内の美術館などが行楽施設となっている。京基100ができるまで深圳一のビルだった地王大厦に比べると、形の特徴が乏しく、ランドマークとしては特徴的な形をしている地王大厦の方が有用である。

## 写真ギャラリー

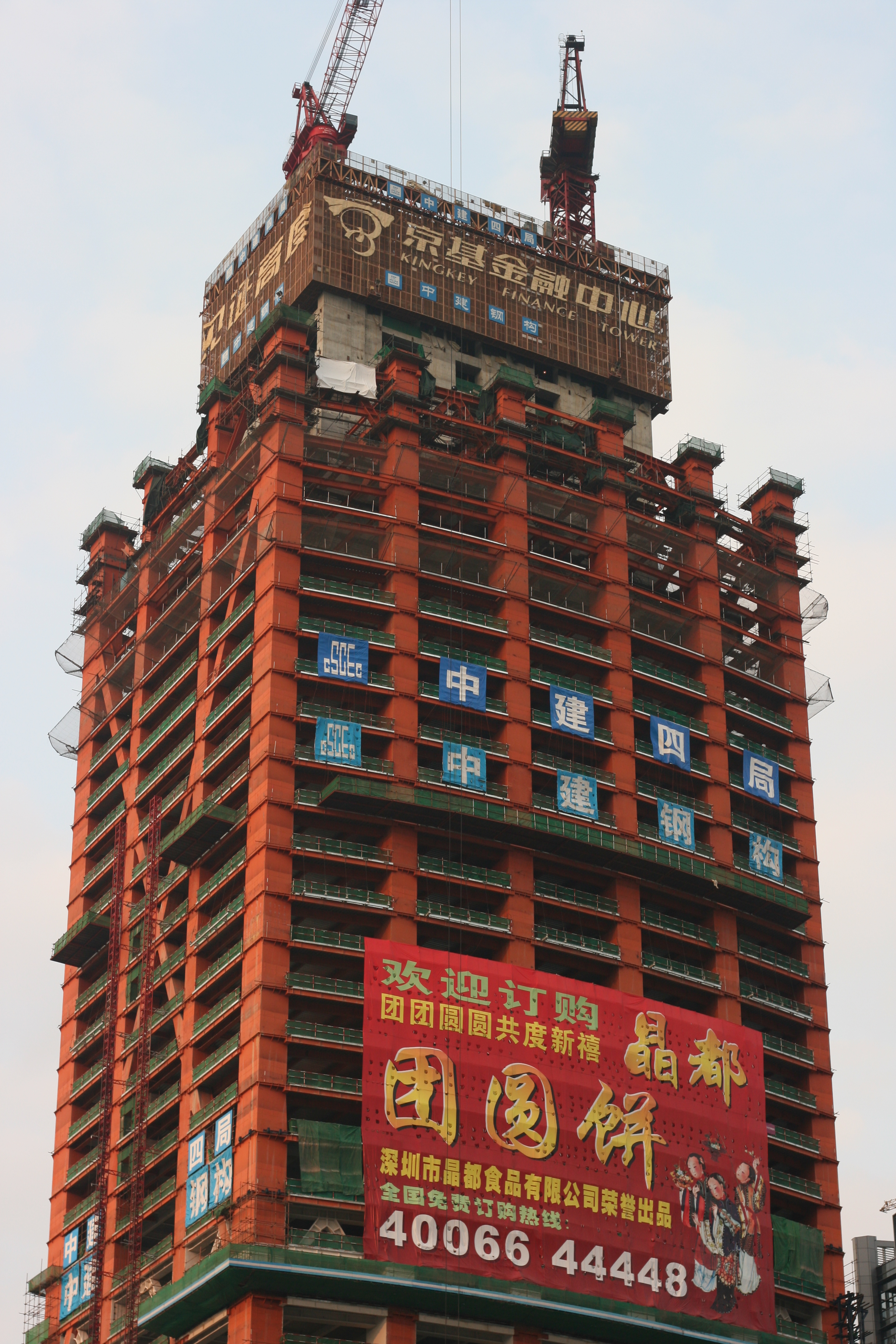
2010年2月27日：建設中の京基ファイナンスセンターのメイン棟
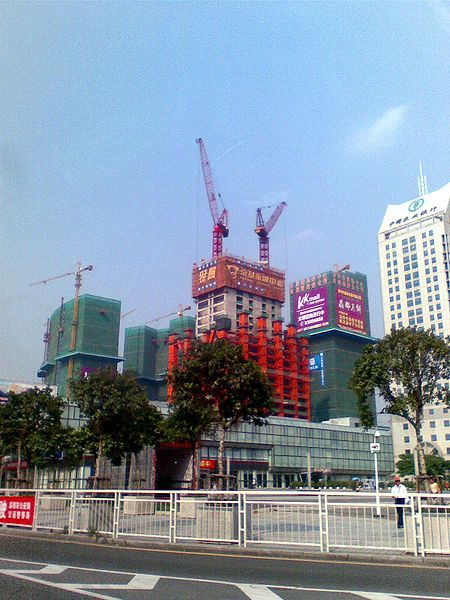
2009年：建設中の京基ファイナンスタワー
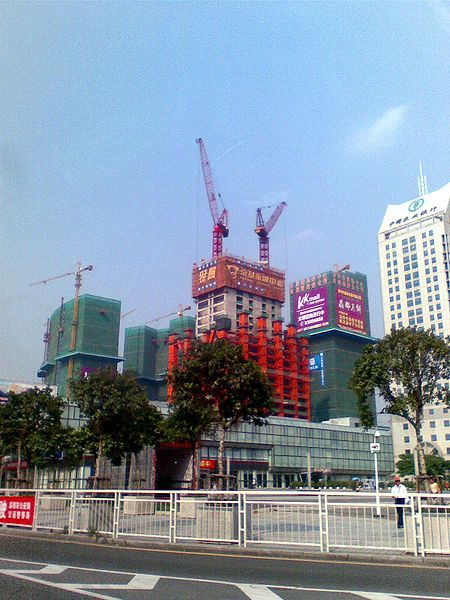
2009年：建設中の京基ファイナンスタワー
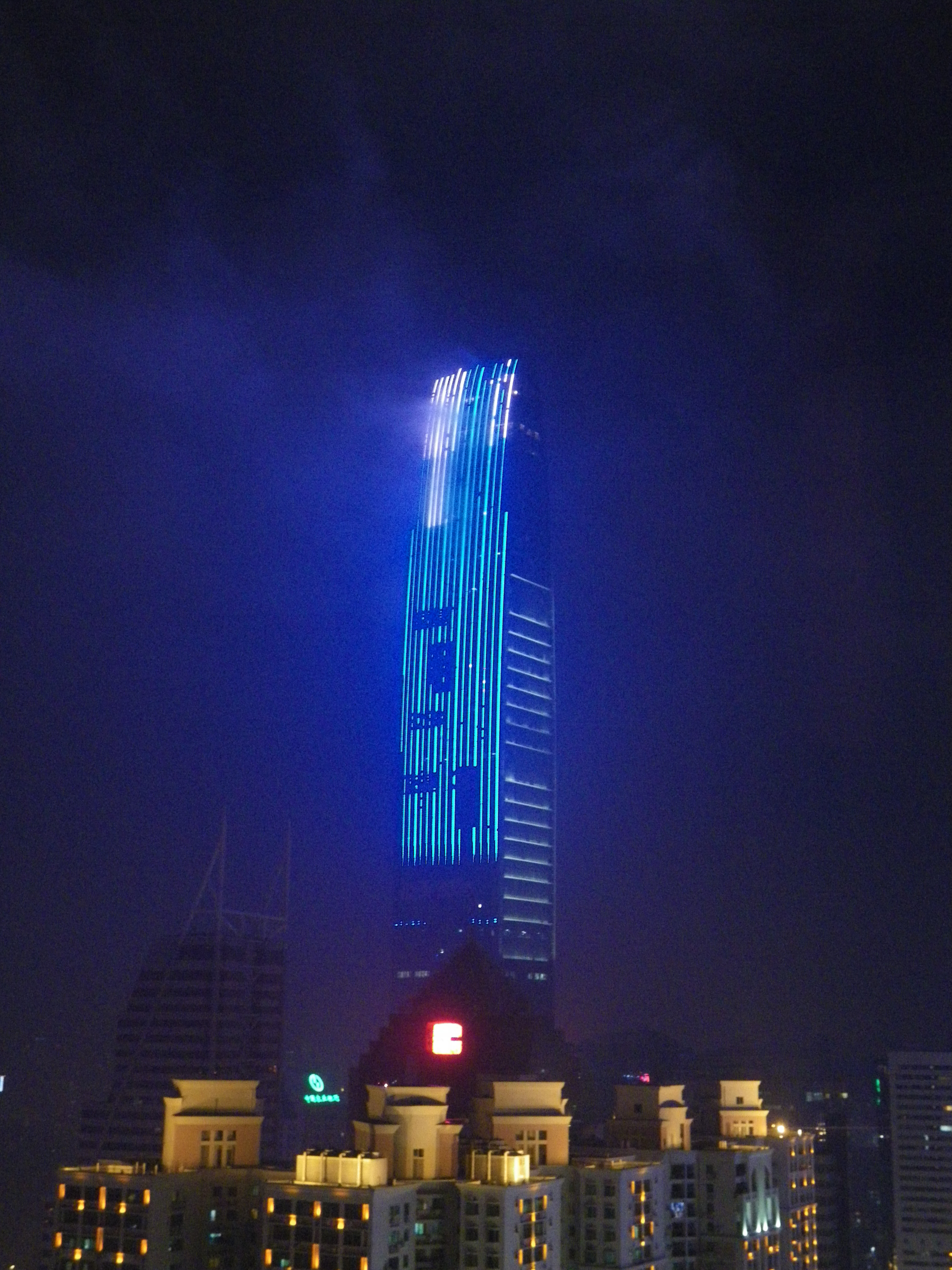
京基100の夜景